# 금강문화유산연구원
금강문화유산연구원은 문화유산(유형문화재, 무형문화재 및 매장문화재)의 보호, 보존, 조사, 연구, 관리 및 그 활용을 통해 민족문화의 우수성을 선양하고 창조적으로 개발함을 목적으로 2008년 8월 14일 설립된 문화체육관광부 소관의 재단법인이다. 사무실은 충청남도 계룡시 서금암로 17, 701호 (금암동, 은혜로빌딩)에 있다.

## 주요 사업
- 문화재의 보호, 보존, 선양 운동
- 문화유산 조사, 연구 및 학술자료 발간
- 문화유산 관련 학술행사 개최 및 지원
- 문화유산 보존처리, 분석 및 수장, 전시
- 문화유산 관련 전문인력의 양성 및 교육
- 문화유산 관련 콘텐츠의 개발 연구, 교육
- 문화유산 시설에 대한 자문, 수탁 관리운영
- 기타 법인의 목적을 달성하기 위하여 필요한 사업